# زوزه (فیلم ۱۹۸۱)
زوزه (به انگلیسی: The Howling) فیلمی محصول سال ۱۹۸۱ و به کارگردانی جو دانته است. در این فیلم بازیگرانی همچون دی والاس، پاتریک مکنی، دنیس داگن، کریستوفر استون، بلیندا بالاسکی، کوین مک‌کارتی، جان کارادین، اسلیم پیکنز، الیزابت بروکس، رابرت پیکاردو، نوبل ویلینگهام، کنت توبی، دیک میلر، میشاچ تیلور ایفای نقش کرده‌اند.